# Villa Eduardo Madero
Villa Eduardo Madero è una città del partido di La Matanza, nella provincia di Buenos Aires. È situata nell'interno della zona sud-occidentale dell'area metropolitana bonaerense.

## Geografia
Villa Eduardo Madero è situata a 17 km a sud-ovest dal centro di Buenos Aires.

## Storia
I terreni occupati dall'odierna città furono acquistati da Francisco Ramos Mejía nel 1808. Prima della morte della signora Ramos Mejía nel 1860, furono ripartiti in eredità tra i suoi quattro figli, la seconda dei quali, Marta, aveva spostato Francisco Bernabé Madero.
Negli anni successivi i Madero vissero nel partido di Dolores, ma mantennero la proprietà a La Matanza come investimento e affittarono dei lotti a dei raffinatori di sego. Dopo la morte di Madero nel 1896, queste terre furono assegnate ad altri imprenditori e, nel 1900, vi fu fondato un insediamento provvisorio chiamato Villa Las Fabricas popolato da lavoratori immigrati. La prima scuola fu costruita nel 1905 e l'arrivo della ferrovia tre anni più tardi impulsò la fondazione di un nuovo insediamento, formalmente costituito, chiamato Villa Circunvalación. Questo nuovo abitato sorse dalla vendita di lotti da parte dell'immobiliare La Franco Argentina, impresa che aveva già fondato altre città vicine, e della quale erano azioniste le famiglie Madero e Ramos Mejía . Gli insediamenti di Circunvalación e Fabricas divennero noti come Villa Eduardo Madero quando la stazione ferroviaria locale fu così ribattezzata nel 1913 in onore del nipote dell'ex proprietario terriero, Eduardo Madero. Quest'ultimo, morto nel 1894, era l'ingegnere che aveva progettato il nuovo porto di Buenos Aires negli anni ottanta del XIX secolo.
Fu dichiarata città nel 1976 con la legge N° 8668.

## Infrastrutture e trasporti

### Strade
Le due principali vie d'accesso a Villa Madero sono l'avenida General Paz, che segna il confine con la città di Buenos Aires, e l'autostrada per l'aeroporto di Ezeiza.